# Робота, Сім'я, Батьківщина

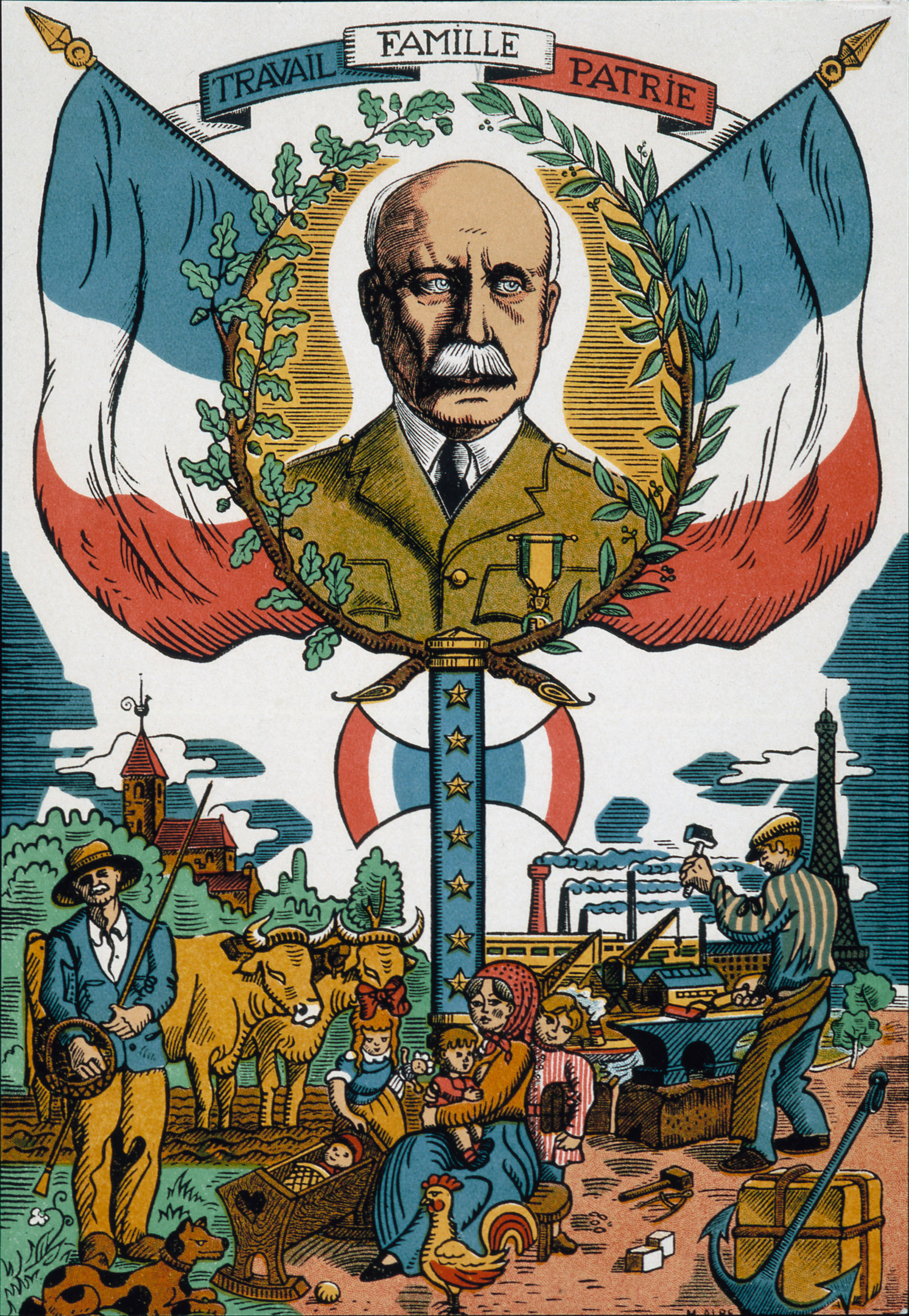
Пропагандистське зображення режиму Віші 1942 з девізом і Філіппом Петеном над сценою сільської та промислової Франції.

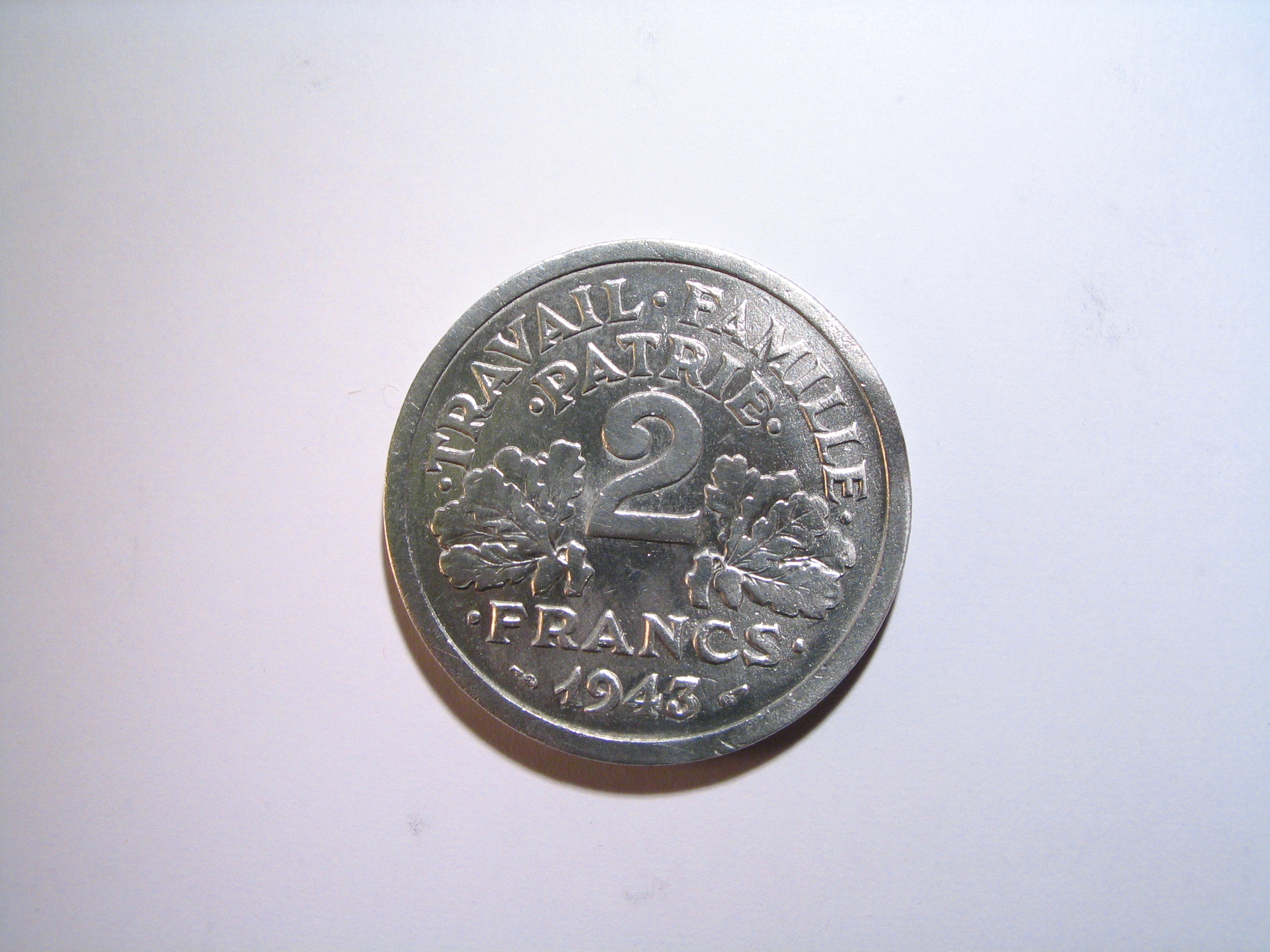
Монета в 2 франки 1943 р., з девізом.

Робота, Сім'я, Батьківщина (фр. Travail, Famille, Patrie IPA: [tʁa.vaj | fa.mij | pa.tʁi]) — національний девіз Французької держави під час Другої світової війни.  
Девіз прийшов на зміну іншим відомим трьохслівним французьким девізам: Свобода, Рівність, Братерство та Нація, Закон, Король. 

## Історія
Закон від 10 липня 1940 р. дав право Маршалові Ф. Петену право на затвердження конституції, в якій повинно бути гарантовано "право на працю, сім'ї та батьківщини". Ця Конституція ніколи не була оприлюднена.
15 вересня 1940 р. Маршал Петен заявив про відмову від девізу Французької республіки: Свобода, Рівність, Братерство; натомість наголосивши, що для народу Франції (особливо для її молоді) важливо мати роботу, сім'ю, і що не існує способу мати справжнього братерства, окрім таких природних груп, як їх міста, батьківщини.
Девіз Робота, Сім'я, Батьківщина був спочатку девізом організації Croix-de-Feue, а пізніше Французької соціальної партії (PSF), заснованою полковником де Ла-Роком.
Вважається, що ці три слова виражають доктрину та ідеології "Національної Революції" (Révolution Nationale), здійснену режимом Віші.